# Villa romana di Nérac
La villa romana di Nérac è un sito archeologico sito nella città di Nérac, nel Lot-et-Garonne, in Francia.

## Storia
È Lespinault, amministratore municipale di Nérac, che per primo intraprende degli scavi nel parco de La Garenne, dove mette alla luce le rovine di una villa gallo-romana nel 1832.  L'anno successivo si associa con l'archeologo e scultore Maximilien Théodore Chrétin per la supervisione del sito.
La villa contiene dei mosaici che la datano al IV secolo. Una struttura termale adiacente alla villa è stata ricostruita lungo il fiume Baïse alla fine del IV secolo.
Nel 1833, Théodore Chrétin vende alla Société archéologique de Toulouse, la società archeologica del capoluogo Tolosa, alcune iscrizioni e dei bassorilievi che pretendeva aver scoperto nella villa di Nérac. Viene felicitato da storici e personalità del tempo, fra cui Alexandre Du Mège, Prosper Mérimée, Ludovic Vitet, François Jouannet e Joseph Léonard de Castellane, presidente della Société archéologique du Midi de la France, in particolare per un bassorilievo che rappresenta i due imperatori Tetrico e che lascia supporre che a Nérac vi fosse stata una villa imperiale. Poco tempo dopo, le iscrizioni ed il bassorilievo sono riconosciuti come falsi, cosa ammessa dallo stesso Chrétin nel 1835. Dopo il processo che condanna il falsario, gli scavi sono abbandonati e le rovine ricoperte. Le false iscrizioni e bassorilievi sono poi trasferiti nelle riserve del museo Saint-Raymond a Tolosa.
Dei lavori pubblici, intrapresi sulla strada di Nazareth, hanno messo alla luce altri resti della villa romana. Con la ripresa degli scavi, nel 1966 e poi nel 1970, si trovano nuovi frammenti di mosaici su una lunghezza di 45 metri. I mosaici vengono staccati e depositati nel comune nel 1986 e nel 1988. Viene evidenziata un'occupazione del sito lungo la Baïse per un periodo lungo di 6 secoli: dal I secolo al VI.
Le rovine romane sono state inserite nella lista dei monumenti storici nel 1840.